# Jacob Whitesides
Jacob Michael Whitesides es un cantante,compositor y guitarrista estadounidense. Nacido en Knoxville, Tennessee. Registrado para Double U Records.
Desde joven Whitesides mostró interés por la música ya que su padre era cantante y lo inspiraba a hacer música. A la edad de 13 años su padre le regaló una guitarra y él empezó a hacer pequeños shows en su ciudad natal. Un año después Jacob fue abandonado por su padre, tema principal de su canción "Ohio".

## Carrera

### 2008-14: Principios de la carrera, The X Factor.
Mientras crecía en Knoxville, Tennessee, Whitesides primero se interesó por la música mientras asistía a un festival de bluegrass en 2008. En 2012, a la edad de 14 años ganó la atención nacional al presentarse en The X Factor. Whitesides lanzó su debut version extendida de 3 AM - The EP el 8 de julio de 2014, con canciones de la portada de John Legend, Plain White T, Sam Smith, Ed Sheeran y John Mayer. El EP alcanzó el número 26 en la cartelera 200 y el número 2 en la carta independiente de los álbumes. Curiosamente, un periódico local en la ciudad natal de Jacob, "The Knoxville Focus" fue la primera organización de medios de comunicación para hablar de la carrera de Jacob Whitesides. El reportero de música Daniel Andrews, viajó a Nashville, Tennessee para ver a Jacob Whitesides en un evento llamado "Teen Hoot" el 15 de julio de 2012.

### 2015-presente: Trato discográfico y álbum debut "Why"
El 14 de febrero de 2015 Whitesides lanzó su segundo EP "A Piece of Me", incluyendo el sencillo lanzado anteriormente "Words".
En mayo de 2015, BMG anunció su asociación con Whitesides y la formación de su sello, Double U Records, donde se desempeña como CEO. En agosto de 2015, fue nombrado por Radio Disney "Next Big Thing" artista destacado. 
El 21 de octubre de 2015, realizó su single "Secrets" en Good Morning America. Él lanzó su tercer EP (el segundo del material original) “Faces on film” el 23 de octubre de 2015. 
El 3 de diciembre de 2015, Spotify lo anunció como uno de los próximos grandes artistas a buscar en 2016. 
A principios de 2016, Whitesides anunció su gira  “Lovesick Tour” programado para América del Norte, América del Sur y Europa de mayo a octubre de 2016. El 15 de abril de 2016 Whitesides lanzó la canción "Lovesick", sirve como el sencillo principal de su álbum de debut.
El 6 de julio de 2016, Whitesides anunció su álbum debut de estudio, “Why?”, que se estrenó el 9 de septiembre de 2016. El 8 de julio de 2016 se estrenó el segundo single del álbum "Focus" junto con un vídeo musical. El 1 de septiembre de 2016, un tercer single, "Open Book" fue lanzado, junto con un video musical al día siguiente.

## Vida personal
Jacob creció en Tennessee con su madre, Becky (quien sufría de cáncer, pero Jacob tiempo después anuncio que su madre había vencido dicha enfermedad) y su hermana menor, Sierra Whitesides, mantuvo una relación con la cantante Bea Miller pero esta ya ha acabado.

## Discografía

### Álbumes de estudio
- Why? (Septiembre 9 de 2016, Double U Records)

### Versiones extendidas
- 3 AM – The EP(Julio 8 de 2014, Loudr)
- A Piece of Me (Febrero 14 de 2015, JW Records, Double U Records)
- Faces on Film (Octubre 23 de 2015, Double U Records)

### Sencillos
- You're Perfect (2014)
- Words (2014 de A Piece of Me)
- Secrets (2015 de Faces on Film)
- Lovesick (2016 de Why?)
- Focus (2016 de Why?)
- Open Book (2016 de "Why?")
- Killing Me (2017)

### Vídeos musicales
- "You're Perfect" 2014 por Carl Diebold
- "Words" 2014 por Cameron Johnson y Darwin Darling
- "Baby It's Cold Outside"(with Orion Carloto) 2014 por Cameron Johnson y Darwin Darling
- "Not My Type at All" (lyric video) 2015 por William Hereford
- "Not My Type at All" 2015 por Cameron Fife
- "Let's Be Birds" 2015 por Julia Muecke
- "Ohio" 2015 por Roman Luck
- "Lovesick" 2016 por Cameron Fife
- "Focus" 2016 por Paul Costabile
- "Open Book" 2016 por Chris Crutchfield
- "Killing Me " 2017 por Alex Alvga